# Ковыльный (Астраханская область)
Ковыльный — посёлок в Наримановском районе Астраханской области России, в составе Прикаспийского сельсовета. Население 80 человек (2014), 78 % из них — казахи.

## История
В 1969 г. Указом Президиума ВС РСФСР фермы № 4 совхоза «Прикаспийский» переименован в Ковыльный.

## География
Расположен в юго-западной части Прикаспийской низменности, в Правобережной степи, на административной границе с Калмыкией.
Абсолютная высота 26 метров ниже уровня моря
.

## Население
| 2002 | 2010 | 2011 | 2013 | 2014 |
| ---- | ---- | ---- | ---- | ---- |
| 107  | ↘77  | ↗86  | ↘79  | ↗80  |

Национальный и гендерный состав
По данным Всероссийской переписи в 2010 году, численность населения составляла 77 человек (41 мужчина и  36 женщин, 53,2 и 46,8 %% соответственно).
Согласно результатам переписи 2002 года, в национальной структуре населения казахи составляли 78 % от 110 жителей.

## Инфраструктура
Развито сельское хозяйство. В советское время действовал совхоз «Прикаспийский».

## Транспорт
Выезд на автодорогу федерального значения Р-216 «Калмычка» Астрахань — Элиста — Ставрополь